# Rubycon
| Recensione     | Giudizio |
| -------------- | -------- |
| AllMusic       |          |
| Piero Scaruffi | 7/10     |

Rubycon , pubblicato nel 1975, è il sesto album del gruppo di musica elettronica tedesco Tangerine Dream. Esso sviluppa ulteriormente la Scuola di Berlino, creata dopo l'uscita di Phaedra e dedita all'insegnamento della musica cosmica.
Anche se non ha mai venduto più del precedente lavoro in studio, è stato per ben 14 settimane al numero 12 nella classifica inglese degli album più venduti. Il disco è molto simile a quello che lo precede, sia in fatto di atmosfera che di strumentazione.

## Titolo
Il titolo dell'album, "Rubycon", si riferisce all'attraversamento, avvenuto nel 49 da parte di Giulio Cesare, del fiume Rubicone.

## Copertina
La copertina dell'album è quella che più piace a Monika Froese, moglie del leader del gruppo, Edgar, "perché è così semplice, una goccia che tocca una superficie acquatica, creando degli schizzi".

## Tracce
1. Rubycon Part One – 17:21 (Christopher Franke, Peter Baumann, Edgar Froese)
2. Rubycon Part Two – 17:34 (Edgar Froese, Christopher Franke, Peter Baumann)

## Formazione
- Edgar Froese - mellotron, chitarra, sintetizzatore VCS3, organo, gong
- Peter Baumann - organo elettrico, Electronic Music Studios Synthi-A, voce trattata con Synthi-A, piano elettrico, ARP 2600, piano preparato
- Christopher Franke - Doppio sintetizzatore Moog, Electronic Music Studios Synthi-A, gong, organo elettrico Elka modificato, piano preparato

## Crediti
Registrato nel gennaio 1975 ai Manor Studios, Shipton On Cherwell.
Ingegnere del suono : Mick Glossop.
Produttori : Tangerine Dream.
Assistente tecnico : Roland Paulick.
Foto di copertina : Monique Froese.

## Uscite Discografiche in LP
- Virgin Records Ltd. (1975) codice prima stampa inglese V 2025 (copertina apribile "gatefold cover")
- Virgin/Ariola (1975) codice prima stampa tedesca 88754 (copertina apribile "gatefold cover")
- Virgin Dischi SpA (1975) stampa italiana (copertina apribile "gatefold cover")
- Virgin International (1975) stampa internazionale (copertina apribile "gatefold cover")

## Ristampe in CD
- Virgin Records Ltd. (1984) codice CDV 2025 (fabbricato in Inghilterra per mercato inglese, tedesco, europeo)
- Virgin Records Ltd. (1988) codice V2-91009 (fabbricato USA per mercato americano)
- Virgin Records Ltd. (1995) codice TAND 6 (fabbricato UK, Olanda, Francia, Italia "rimasterizzato")
- Virgin Charisma -EMI- (2004) codice VJCP-68668 (fabbricato Giappone per mercato asiatico, copertina "papersleeve" "rimasterizzato")

## Detentori dei diritti d'autore
- 1975-1993 : Virgin Music (Publishers) Ltd.
- 1994 ad oggi : EMI Virgin Music Ltd.